# Gudrich (dělostřelecká tvrz)
Dělostřelecká tvrz Gudrich je tvrz, která byla budována v důsledku zvolení Adolfa Hitlera kancléřem v Německu. Patřila mezi páteř obrany československého opevnění na severní hranici Československa. Gudrich měl být vybudován nedaleko Malých Heraltic na kótě 501 Gudrich (dnes 506 Skalka). Počet tvrzových objektů není znám. Dle spisů ŘOP měla být tvrz vybudována po dokončení tvrze Milotický vrch.
Tvrz Milotický vrch byla z finančních důvodů zrušena a byla nahrazena dvěma izolovanými dělostřeleckými sruby u Horních Životic. Z tohoto důvodu nebyla postavena ani tvrz Gudrich.[zdroj⁠?!]